# Окулярник біловолий
Окулярник біловолий (Zosterops atriceps) — вид горобцеподібних птахів родини окулярникових (Zosteropidae). Ендемік Індонезії.

## Опис
Довжина птаха становить 12 см, вага 12 г. У представників номінатичного підвиду лоб бурий, верхня частина тіла оливково-зелена, нижня частина тіла білувата, живіт білий, гузка жовта. Дзьоб чорний, лапи сірі.

## Підвиди
Виділяють два підвиди:
- Z. a. fuscifrons Salvadori, 1878 — острів Хальмахера;
- Z. a. atriceps Gray, GR, 1861 — острови Бачан і Обі[en].

## Поширення і екологія
Біловолі окулярники живуть в тропічних і мангрових лісах Молуккських островів.